# تامكيدوت (آيت سعدلي ملوية)
تامكيدوت هو دُوَّار يقع بجماعة آيت سعدلي، إقليم خنيفرة، جهة بني ملال خنيفرة في المملكة المغربية. ينتمي الدوّار لمشيخة آيت سعدلي ملوية التي تضم 3 دواوير. يقدر عدد سكانه بـ 858 نسمة حسب الإحصاء الرسمي للسكان والسكنى لسنة 2004.

## روابط خارجية
- البوابة الوطنية للجماعات الترابية نسخة محفوظة 12 مارس 2018 على موقع واي باك مشين.
- المندوبية السامية للتخطيط